# 10,35 × 20 мм
10,35×20 мм, также 10,35 mm Ordinanza Italiana — итальянский револьверный патрон.
Разработан в 1874 году компанией Societa Siderurgica Glisenti для револьверов типа Шамело-дельвинь и назван Mod. 74. Последующие модификации патрона именовались соответственно Mod. 89 и Mod. 99.

## История
С 1861 года, на вооружении армии итальянского королевства состоял французский револьвер Lefaucheux M1858 (под названием Pistola revolver Mod. 1861 per RR.CC.), в котором применялись шпилечные патроны.
Несмотря на неплохие характеристики, шпилечные револьверы уступали револьверам, использовавшим патроны центрального воспламенения. Когда в начале 1870-х годов, было принято решение о переоснащении армии более современным оружием, выбор пал на французский револьвер Шамело-дельвинь, принятый на вооружение в 1874 году (известен также как Pistola a rotazione modello 1874 и Glisenti mod.1874, обычно сокращаемого до Mod. 1874). Под этот револьвер Глизенти разработал новый патрон 10,35 мм, производившийся практически без изменений до 1889 года. Однако, уже в 1889 году был принят новый револьвер Бодео 1889. Патрон, конструкция которого претерпела за годы эксплуатации некоторые изменения, применялся и в этом револьвере под марками Mod.89 и Mod.99. В разработанном в 1916 году новом револьвере Tettoni Mod. 1916 (итальянской версии револьвера Smith & Wesson) также использовался патрон 10,35×20 мм. Эти патроны производятся по сей день компанией Fiocchi.

## Описание

### Mod. 74
Первая модель патрона для револьвера Mod. 1874.. Свинцовая пуля весом 11,0 г и длиной 7,58 мм. Гильза длиной 19,95 мм из латуни и томпака, капсюль типа Боксера. Заряд — 1,10 г мелкозернистого чёрного пороха. Длина патрона 30,13 мм, вес 11,6 г.

### Mod. 89
Незначительные изменения, вызванные принятием на вооружение револьвера Mod. 1889: капсюль системы Бердана, несколько удлинившаяся гильза.

### Mod. 99
Эта модель патрона была разработана в связи с ратификацией Италией Женевской конвенции (а также подписанием декларации Гаагской конвенции 1899 года «О неупотреблении пуль, легко разворачивающихся или сплющивающихся в человеческом теле»). Вместо экспансивных свинцовых пуль были приняты новые, со свинцовым сердечником и латунной оболочкой. Чёрный порох был заменён зарядом 0,55 г бездымного пороха, между пулей и порохом вставлялся для улучшения обтюрации пыж, также предохраняющий от попадания влаги. Капсюль системы Бердана, незначительно уменьшивший длину патрона.